# Árpád Weisz
Árpád Weisz, in Italien auch Árpád Veisz (* 16. April 1896 in Solt, Österreich-Ungarn; † 31. Jänner 1944 im KZ Auschwitz), war ein ungarischer Fußballspieler und späterer -trainer. Mit drei Meistertiteln zählt er zu den erfolgreichsten Trainern in der Geschichte der italienischen Serie A. Als er 1930 mit Internazionale die Meisterschaft gewann, war er mit 34 Jahren jüngste Trainer der diesen Titel jemals gewann. Nur Armando Castellazzi war bislang jünger: er zählte 33 Jahre als er 1938 ebenso Internazionale zur Meisterschaft führte. Wenige Monate danach wurde er nach Verkündung der italienischen Rassengesetze im Herbst 1938 seines Postens enthoben.

## Spielerkarriere
Árpád Weisz, Sohn jüdischer Eltern, war als Spieler in Budapest bei Törekvés SE tätig. Bei den Eisenbahnern bildete der Flügelstürmer in den frühen 1920er Jahren gemeinsam mit Ferenc Hirzer die linke Sturmseite. Die Mannschaft erreichte in dieser Zeit regelmäßig Endplätze in der oberen Tabellenhälfte der ungarischen Liga, konnte aber den arrivierten Vereinen, insbesondere dem zu dieser Zeit dominierenden MTK Budapest, nicht gefährlich werden. Genauso wie sein Sturmpartner wurde auch Weisz in der Nationalmannschaft eingesetzt, wo er 1922 sein Debüt gab und es insgesamt auf sechs Einsätze brachte. Er stand auch im Kader der Ungarn bei den Olympischen Sommerspielen 1924, kam jedoch nicht zum Einsatz.
1923 verließ er seine Heimat und spielte bis 1925 mit vielen seiner Landsleute, darunter auch Hirzer, in der Tschechoslowakei beim jüdischen Verein Makkabi Brünn. Danach folgte er wieder dem Zug der Zeit und war einer von vielen Ungarn, die Mitte der 1920er Jahre nach Italien wechselten. Seine erste Station war Calcio Padova, für die er einige Spiele in der Nordliga bestritt, ehe er für die Saison 1925/26 zu Inter Mailand wechselte, für die er drei Tore in elf Spielen erzielte, sich mit der Mannschaft aber nicht für die Endrunde um die italienische Meisterschaft qualifizierte.

## Trainerkarriere
Danach beendete er aufgrund einer schweren Knieverletzung seine aktive Karriere, blieb jedoch in Italien, um fortan als Trainer tätig zu sein. Zunächst war Weisz kurzzeitig Assistenztrainer von Augusto Rangone bei der US Alessandria, kehrte aber schon bald zu Inter zurück und übernahm das Traineramt bei den Mailändern. Nachdem es in den beiden ersten Saisonen nur jeweils zu Mittelfeldplätzen gereicht hatte, verließ er den Verein vorübergehend und begab sich auf eine ausgedehnte Studienreise nach Südamerika, wo er den Fußball in Argentinien und Uruguay studierte. Während dieser Zeit wurde der Ungar in Mailand von seinem Landsmann und ehemaligem Mitspieler bei Törekvés, József Viola, ersetzt. Nach seiner Rückkehr übernahm Weisz 1929 wieder den inzwischen auf Druck des „Duce“ Benito Mussolini in AS Ambrosiana umbenannten Verein. Er führte die Mannschaft rund um Giuseppe Meazza und Luigi Allemandi im Sommer 1930 zum Meistertitel in der erstmals in Form einer einheitlichen gesamtitalienischen Liga ausgetragenen Serie A. Meazza, der 1927 noch nicht einmal volljährig war, wurde von seinem Trainer dem erfahrenen Leopoldo Conti vorgezogen und unter seinem Förderer zum Nationalspieler sowie viele Jahre später Inters erfolgreichster Torschütze. Mit 34 Jahren war Weisz vier Jahre lang Inters jüngster Meistertrainer, bis auf ihn der 33-jährige Armando Castellazzi folgte. Zu dieser Zeit brachte der Ungar, der sich den Spitznamen „Il Mago“ (dt. der Zauberer) verdient hatte, auch ein Fußball-Lehrbuch mit dem Titel Il Giuoco del Calcio (dt. etwa das Fußballspiel) heraus.
Weisz stach auch dadurch hervor, dass er das vom Engländer Herbert Chapman entwickelte „WM-System“ genannte Taktikschema auf seine Mannschaften anwandte. So befanden sich drei Verteidiger in einer Dreierkette und davor zwei Außenläufer, im Prinzip die Vorläufer einer „Doppelsechs“, welche gemeinsam ein großes „M“ bildeten. Das „W“ bestand hingegen aus zwei Halbstürmern, vor denen ein Mittel- sowie zwei Flügelstürmer spielten. Weisz soll der erste Trainer gewesen sein, der in einem Trainingsanzug an der Linie stand, darüber hinaus empfahl er die Rasenpflege durch Gärtner und verordnete seinen Spielern eine sportlergerechte Ernährung.
Im Mitropapokal 1930 scheiterten die Mailänder im Semifinale an Sparta Prag, in der Meisterschaft reichte es nur mehr für den fünften Platz und Weisz wurde durch seinen Landsmann István Tóth-Potya ersetzt. Er übernahm den Aufsteiger AS Bari und schaffte mit den Süditalienern den Klassenerhalt im Relegations-Playoff. Nachdem Inter in seiner Abwesenheit glücklos agierte, wurde Weisz nach nur einem Jahr zurückgeholt und führte die Mailänder zu zwei Vizemeisterschaften, jeweils hinter Juventus Turin, sowie ins Finale des Mitropapokals 1933, wo die Italiener nach einem 2:1-Heimsieg im Rückspiel dem FK Austria Wien mit 1:3 unterlagen. 1934 trennten sich die Wege von Weisz und Inter endgültig und zum dritten Mal wurde er von einem weiteren Ungarn ersetzt, diesmal von Gyula Feldmann.
Nach kurzzeitiger Tätigkeit beim Zweitligisten Novara Calcio übernahm der Ungar im Jänner 1935 den Trainerposten bei der AGC Bologna. In der ersten Saison wurde noch ein Platz im Mittelfeld erreicht, danach gelangen mit der Mannschaft rund um Angelo Schiavio und Miguel Andreolo 1935/36 und 1936/37 zwei Meistertitel hintereinander. Im Mitropapokal scheiterte Bologna hingegen zweimal schon in der ersten Runde, jeweils gegen Austria Wien, dafür gelang 1937 der Sieg beim anlässlich der Pariser Weltausstellung ausgetragenen Turnier mit einem 4:1 gegen den FC Chelsea.
Auf Grund der durch die Faschisten eingeführten italienischen Rassengesetze verlor der Jude Weisz im Oktober 1938 seinen Posten bei Bologna. Sein Nachfolger Hermann Felsner führte die Mannschaft zum nächsten Meistertitel, während Weisz mit seiner Familie – Frau Ilona sowie eine Tochter und ein Sohn – Italien im Jänner 1939 verlassen musste. Nach einem kurzen Aufenthalt in Paris übernahm der Ungar im Frühjahr 1939 den FC Dordrecht in den Niederlanden. Zunächst schaffte er mit dem Abstiegskandidaten den Klassenerhalt, in den beiden folgenden Saisons wurden jeweils fünfte Plätze erreicht.
Mit der Besetzung der Niederlande durch deutsche Truppen erschwerten sich Weisz’ Lebens- und Arbeitsbedingungen zunehmend, ab September 1941 durfte er nicht mehr arbeiten. Im August 1942 wurden er und seine Familie nach der Rückkehr nach Ungarn verhaftet, in das Durchgangslager Westerbork eingeliefert und wenige Wochen später in das KZ Auschwitz deportiert. Seine Gattin und seine beiden Kinder wurden am 5. Oktober 1942 in Birkenau ermordet, Weisz selbst starb im Jänner 1944 in Auschwitz.

## Erfolge
- Italienischer Meister (3): 1929/30 (AS Ambrosiana), 1935/36, 1936/37 (FC Bologna)
- 6 Spiele für die ungarische Fußballnationalmannschaft

### Sonstiges
- Weisz war der erste Trainer, dem es gelang, die italienische Meisterschaft mit zwei verschiedenen Vereinen zu gewinnen. Seitdem gelang dies auch Giovanni Trapattoni, Fabio Capello, Massimiliano Allegri und Antonio Conte.

## Ehrungen
- Im niederländischen Dordrecht ist ihm ein Stolperstein gewidmet.
- Vor dem Stadio Renato Dall’Ara in Bologna erinnert eine Gedenkplakette an Weisz. Innerhalb des Stadions trägt die ehemalige Curva San Luca seit dem Jahr 2018 den Namen Curva Árpád Weisz.
- Am Eingang der Ehrentribüne des Stadio Silvio Piola in Novara erinnert ebenfalls eine Gedenktafel an Weisz.